# Aspatria
Aspatria est une ville dans l'est de Cumbria, au Royaume-Uni. 

## Personnalités liées à la ville
- Greg Ridley (1947-2003), était un bassiste britannique.

## Références

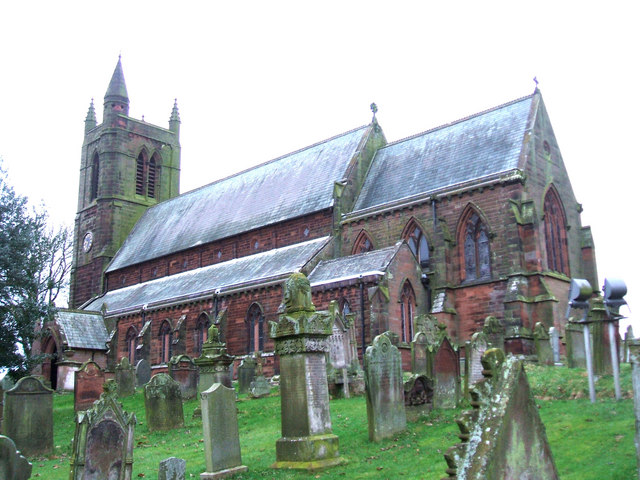
L’église de St Kentigern